# Urseu Ferox
Urseu Ferox (en llatí Urseius Ferox) va ser un jurista romà que probablement va florir entre els regnats de Tiberi i Vespasià, a la meitat del segle i. No estava relacionat amb Juli Ferox que va ser cònsol l'any 100 sota Trajà.
Era sens dubte anterior al jurista Salvi Julià, ja que, segons el Digest, Julià va escriure quatre llibres sobre Urseu Ferox. Ulpià esmenta un dels seus llibres però no diu res del contingut, encara que el cita juntament amb el jurista Pròcul, fundador de l'escola proculiana, cosa que ha fet pensar que Urseu Ferox era seguidor d'aquesta escola jurídica.